# 蔵王温泉
蔵王温泉（ざおうおんせん）は、西暦110年開湯と言われ1910年の歴史を持つ、山形県（旧出羽国、明治以降は羽前国）の山形市南東部、蔵王連峰の西麓にある温泉。標高880mに位置し、古くは最上高湯、高湯（たかゆ）と呼ばれた。同県の白布温泉、福島県の高湯温泉と共に奥羽三高湯の一つに数えられる。
国内有数の規模を誇る蔵王温泉スキー場を併設しており、冬季はスキー客などでも賑わっている。

## 泉質
- 酸性・含硫黄-アルミニウム-硫酸塩・塩化物泉（旧泉質分類：含硫化水素強酸性明礬緑礬泉）

5つの源泉群とそこから分かれる47の源泉があり、湯量は毎分約5,700L 1日約8,700t、それぞれの源泉温度やpHが少しずつ異なるが、1.6前後が多く強酸性の泉質が特徴である。強酸性泉が古くから皮膚病に高い効能があるとされる。また肌を白くする効能から「姫の湯」の異名も持つ。

## 温泉街

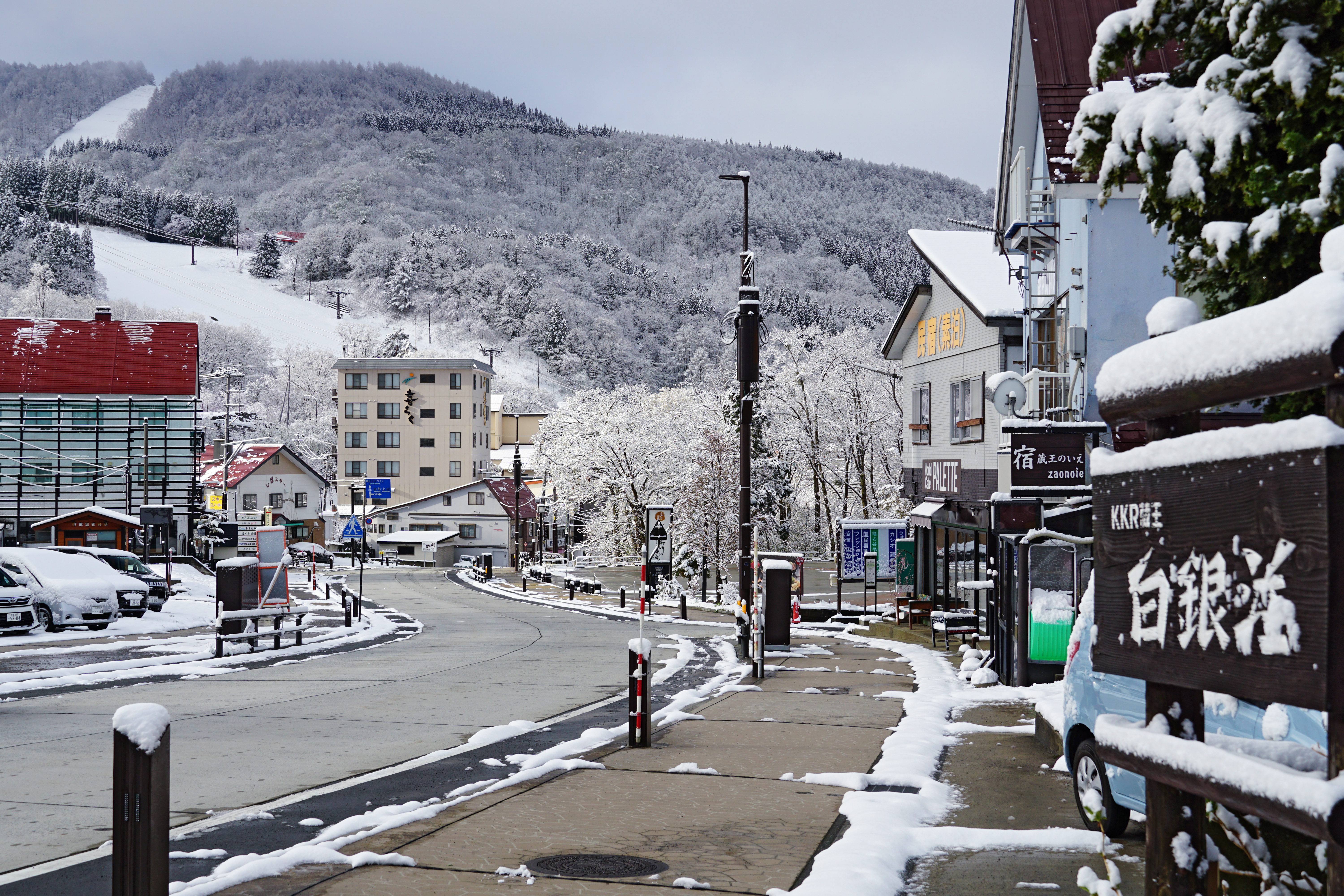
樹氷通り

いくつかの共同浴場や日帰り入浴施設がある。また国内有数のスキー場である蔵王温泉スキー場に隣接しており、数十件の旅館やホテルが建ち並ぶ。その数は、企業の保養所まで含めて120軒を越える（ただし温泉を引いていない施設も含まれる）。
温泉街にそって酢川が流れ、上流には温泉を祀った酢川温泉神社がある。
共同浴場は上湯、下湯、川原湯が存在する。他に日帰り入浴施設が3軒存在する。春から秋にかけては、川沿いに「蔵王温泉大露天風呂」が作られ、蔵王温泉の名物となっている。
共同浴場下湯の前には足湯も設置され、近年緑屋２号源泉脇にも足湯が新設された。

## 歴史

### 由来
蔵王の名の由来については「刈田嶺神社 (蔵王町遠刈田温泉)」参照。
伝説によると、東征した日本武尊に従った吉備多賀由（キビノタガユ）によって西暦110年頃発見され、多賀由から転じて高湯（標準語・共通語：たかゆ、山形弁：たがゆ）と呼ばれるようになったという。
蔵王温泉には古代から酢川温泉神社が祀られていた（蔵王山神社を参照）。1855年（安政2年）の『東講商人鑑』には「羽州村山郡最上高湯温泉之図」が掲載されている。

### 近現代
大正末年には旅館17軒で入浴客数は13万人に達した。
1950年（昭和25年）、毎日新聞社主催により「新日本観光地百選」が公募されると、山形県民は蔵王連峰を推す葉書運動を展開し、山岳部門で見事1位となった。この結果に地元は熱狂し、蔵王連峰西麓にある南村山郡堀田村は村名を蔵王村に改称。同村内の高湯も蔵王温泉に改称された。なお、同郡東沢村に蔵王連峰主峰の熊野岳があり、その山頂にある熊野神社も1952年（昭和27年）に蔵王山神社に改称した。
山形市が1954年（昭和29年）に東沢村を編入合併すると蔵王の主峰が市内となり、さらに1956年（昭和31年）に蔵王村も編入合併したため、当温泉は市内の秘湯として名声を得た。
1960年代には高度経済成長が地方にも及ぶようになり、1962年（昭和37年）には蔵王エコーラインが開通し、1963年（昭和38年）には蔵王連峰が蔵王国定公園に指定され、1964年（昭和39年）には日本百名山の1つに蔵王山が選ばれるなど、蔵王エリアは観光地として注目を集めるようになった。山形県では、当地の観光振興を企図して1963年（昭和38年）に「蔵王夏まつり」を開催した。後に同祭から「山形花笠まつり」が独立して東北四大祭りへと発展するが、当温泉もこれ以降飛躍的に発展し始めた。
その後の当温泉は、高原保養地として施設拡充され、さらに山形蔵王温泉スキー場の大型化も行われ、東北地方を代表する山岳リゾートとなった。また、バブル景気前後には道路や新幹線の開通が相次ぎ、遠隔地から当温泉へのアクセスが飛躍的に向上した。
近年は仙台空港の国際線などを利用した外国人客の増加が顕著であり、2006年（平成18年）実績では山形市の外国人観光客の約2/3 (66.1%) を当温泉地区が占めている。韓国人のスキー目的来日先は長野県に次いで山形県が2位であるが、スキー場単位では当スキー場が全国1位であり、シーズン中1万人を超える当スキー場への韓国人客 は当温泉宿泊客の新たな主要顧客層となっている。なお、オーストラリア人客は2000年代末時点で数千人程度だった。

### 年表
- 1889年（明治22年）4月1日、町村制施行により山形県南村山郡堀田村が成立し、高湯は同村内となる。
- 1950年（昭和25年）、「新日本観光地百選」において蔵王が山岳部門1位となった。
- 1950年（昭和25年）10月10日、堀田村が蔵王村に改称。
- 1950年（昭和25年）、高湯を蔵王温泉に改称。
- 1952年（昭和27年）、熊野岳山頂の熊野神社が蔵王山神社に改称。
- 1956年（昭和31年）12月23日、蔵王村が山形市に編入合併され、蔵王温泉も同市内となる。
- 1958年（昭和33年）11月1日、厚生省告示第327号により国民保養温泉地に指定。
- 1962年（昭和37年）11月、蔵王エコーラインが開通。
- 1963年（昭和38年）8月8日、蔵王連峰が蔵王国定公園に指定された。
- 1983年（昭和58年）2月21日、蔵王観光ホテル火災。
- 1986年（昭和61年）8月1日、西蔵王有料道路開通。
- 1990年（平成2年）、仙台空港に初の国際線であるソウル便就航。
- 1991年（平成3年）7月31日、山形自動車道・山形蔵王インターチェンジ供用開始。
- 1992年（平成4年）7月1日、山形新幹線開業。
- 2002年（平成14年）9月16日、東北中央自動車道・山形上山インターチェンジ供用開始。
- 2016年（平成28年）4月1日、西蔵王有料道路が無料開放。

## 名所・旧跡

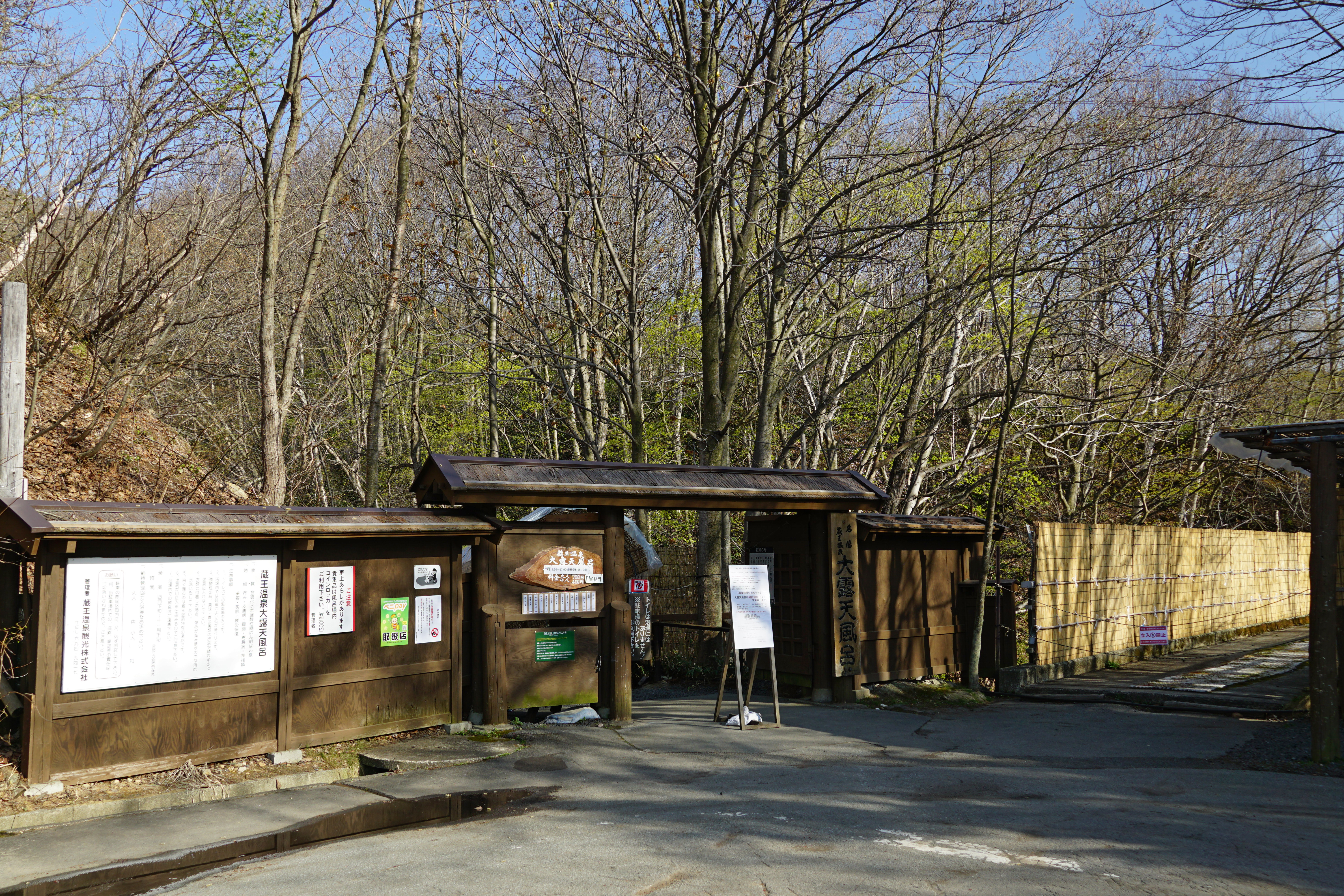
蔵王温泉大露天風呂
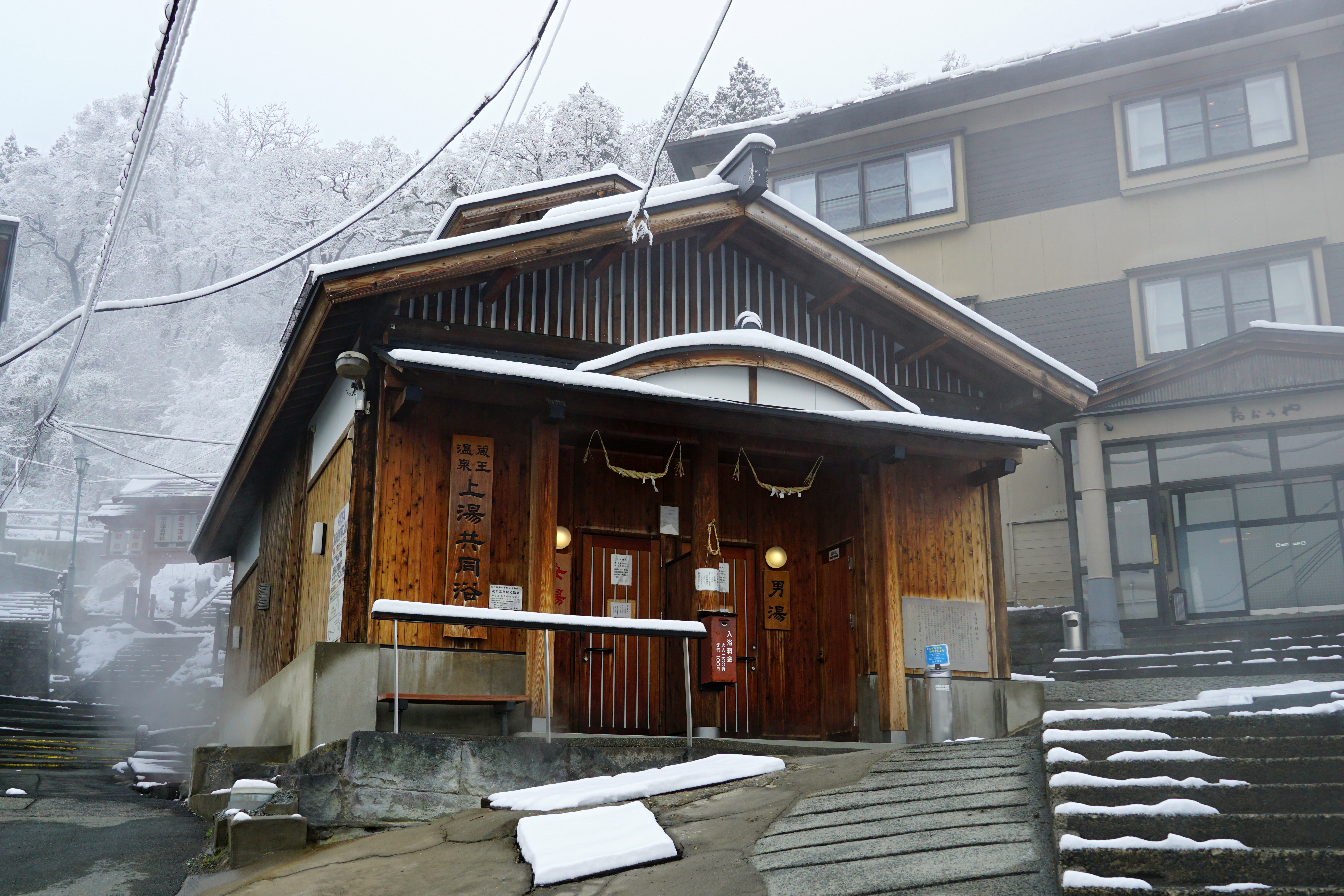
共同浴場- 上湯、下湯、川原湯
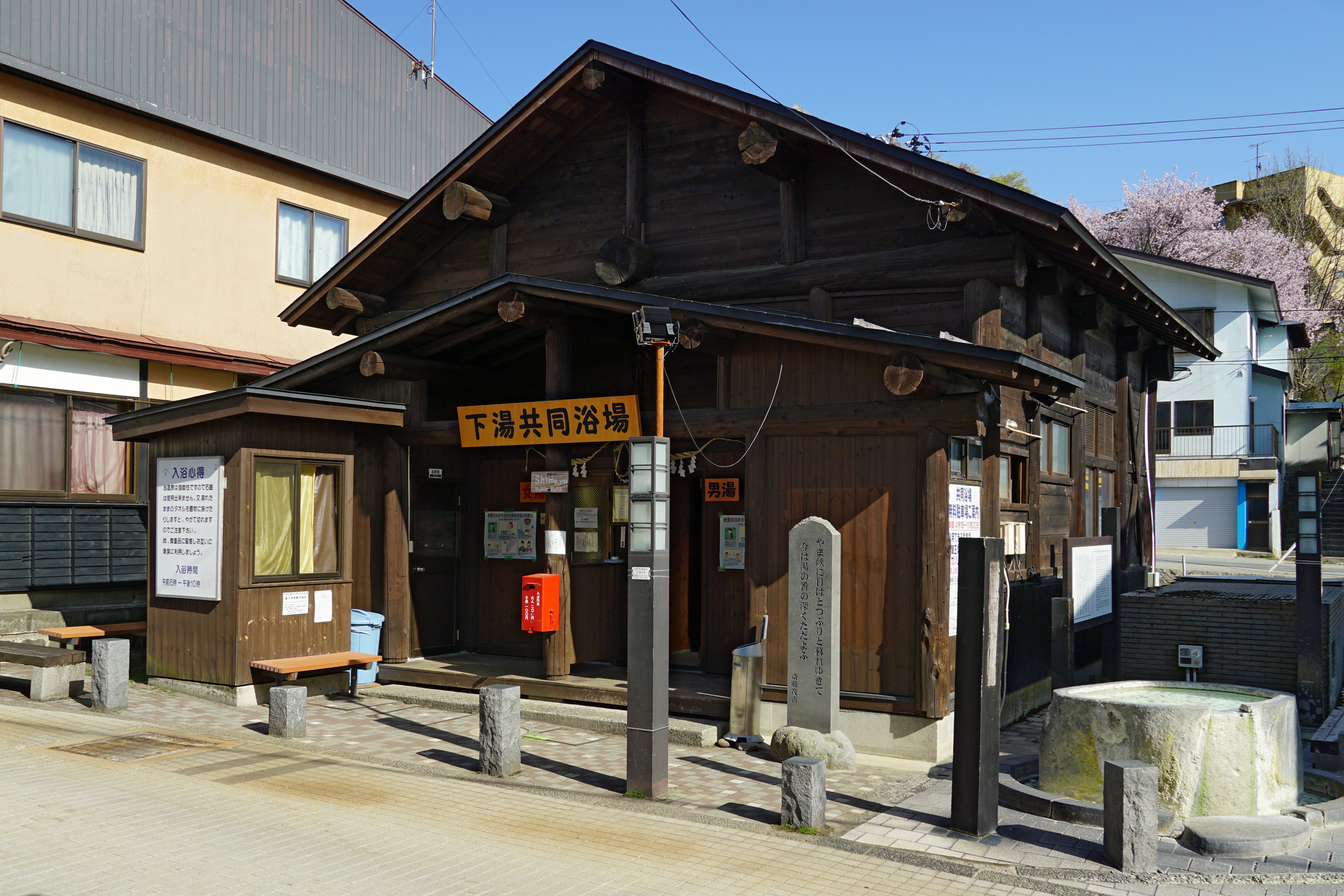
酢川温泉神社
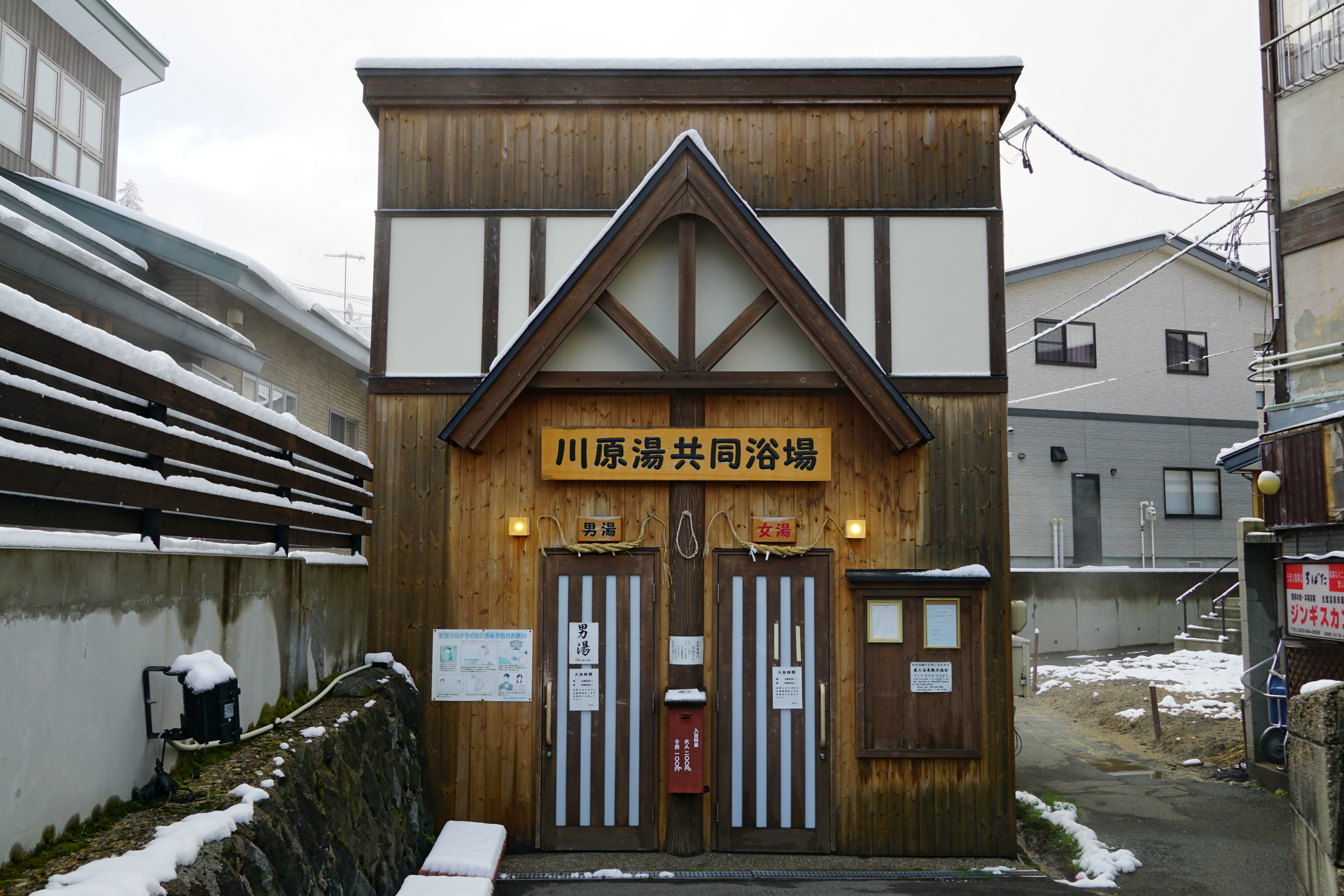
ヒュッテ・ヤレン - 旧白洲次郎山荘
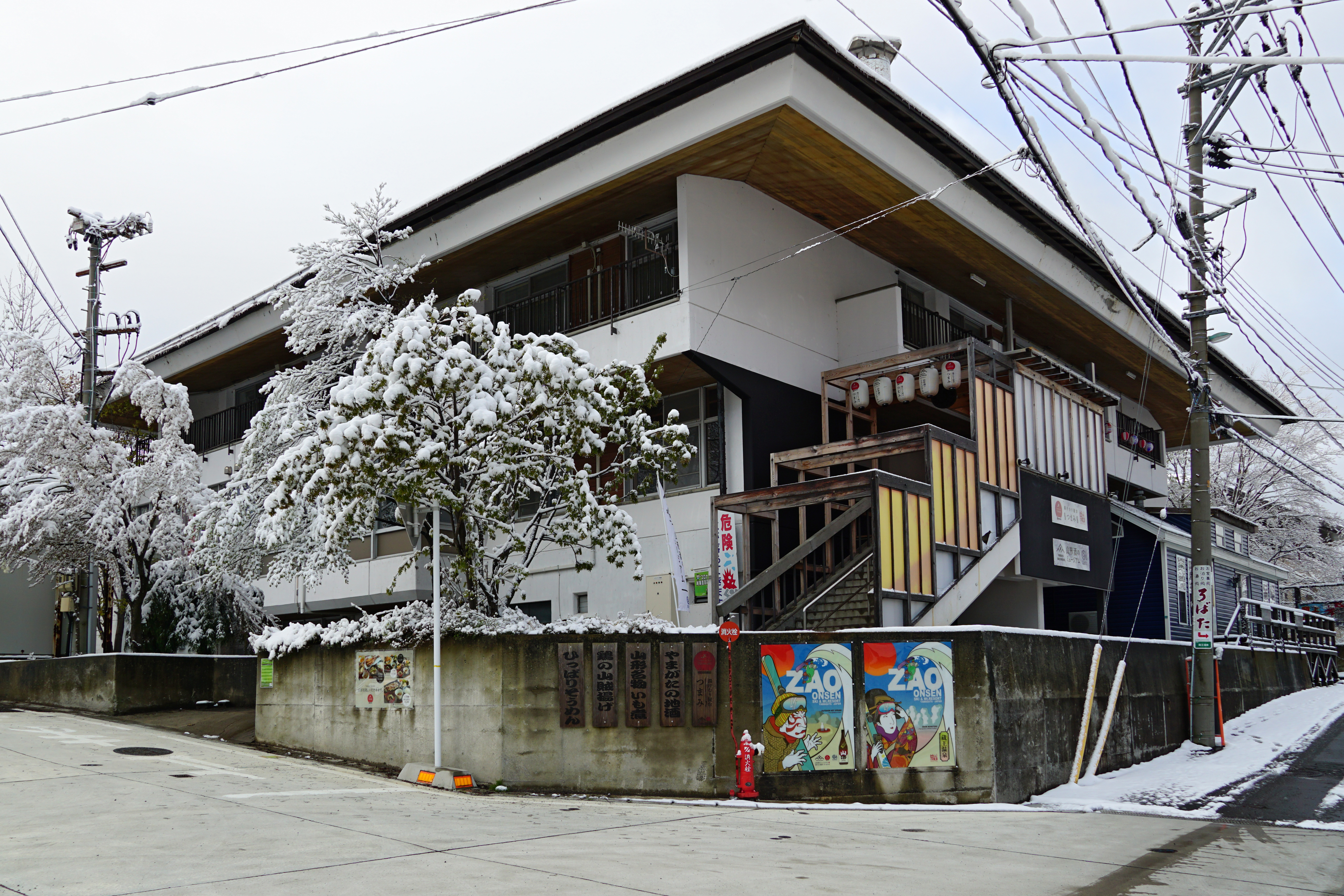
鴫の谷地沼
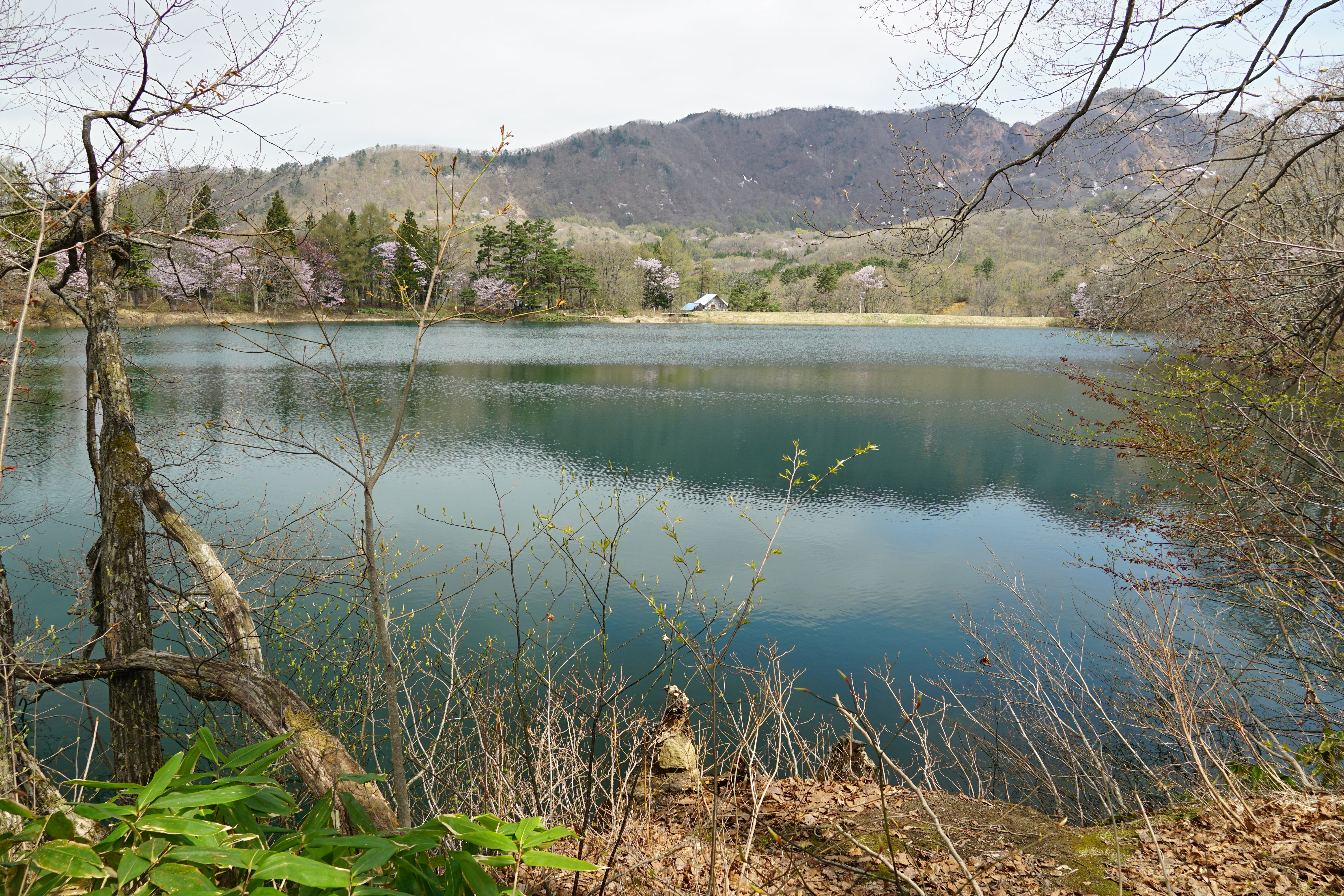
盃湖
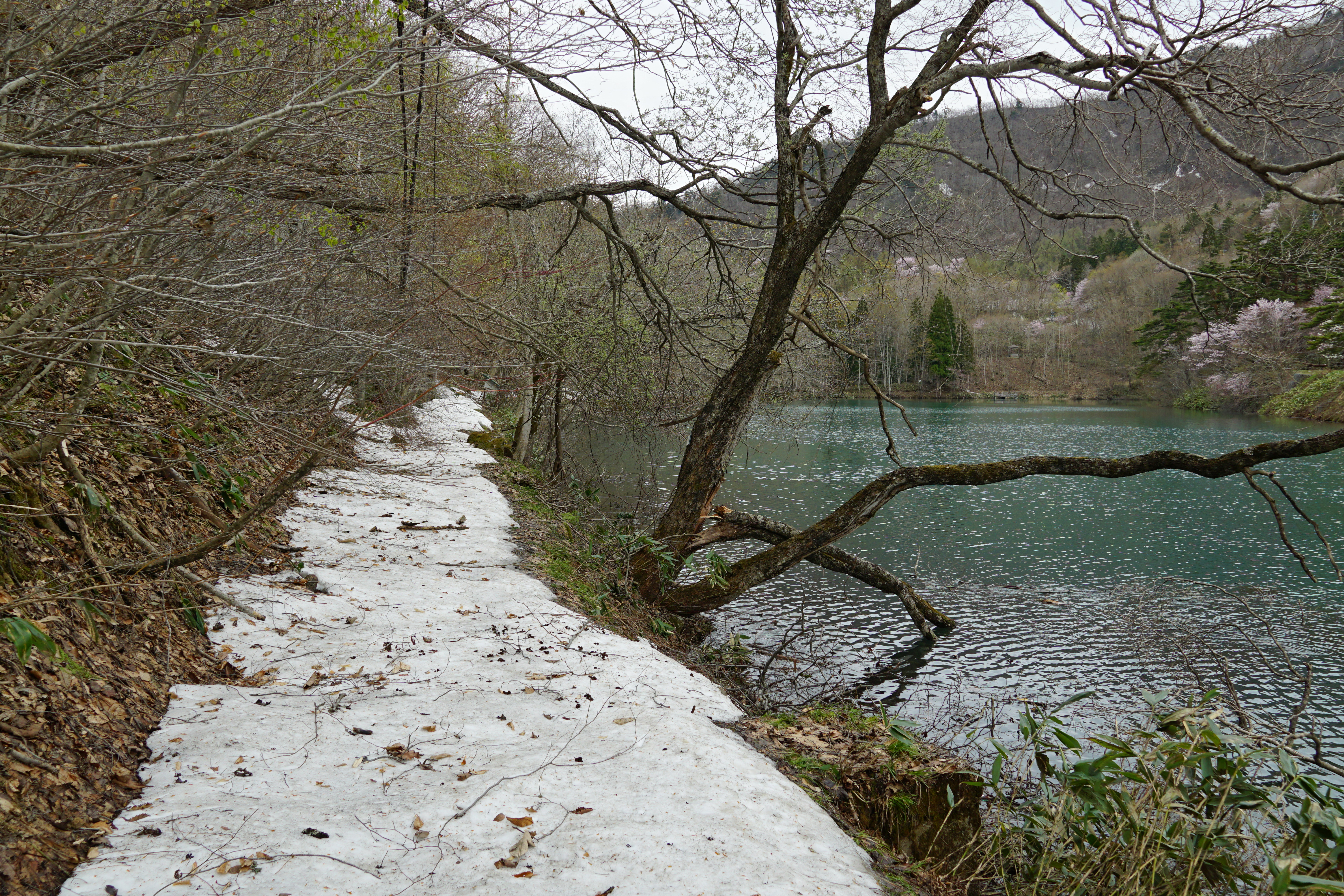
山形酒のミュージアム

- 蔵王温泉大露天風呂
- 上湯
- 下湯
- 川原湯
- 山形酒のミュージアム
- 鴫の谷地沼
- 盃湖

## 名物
からから汁

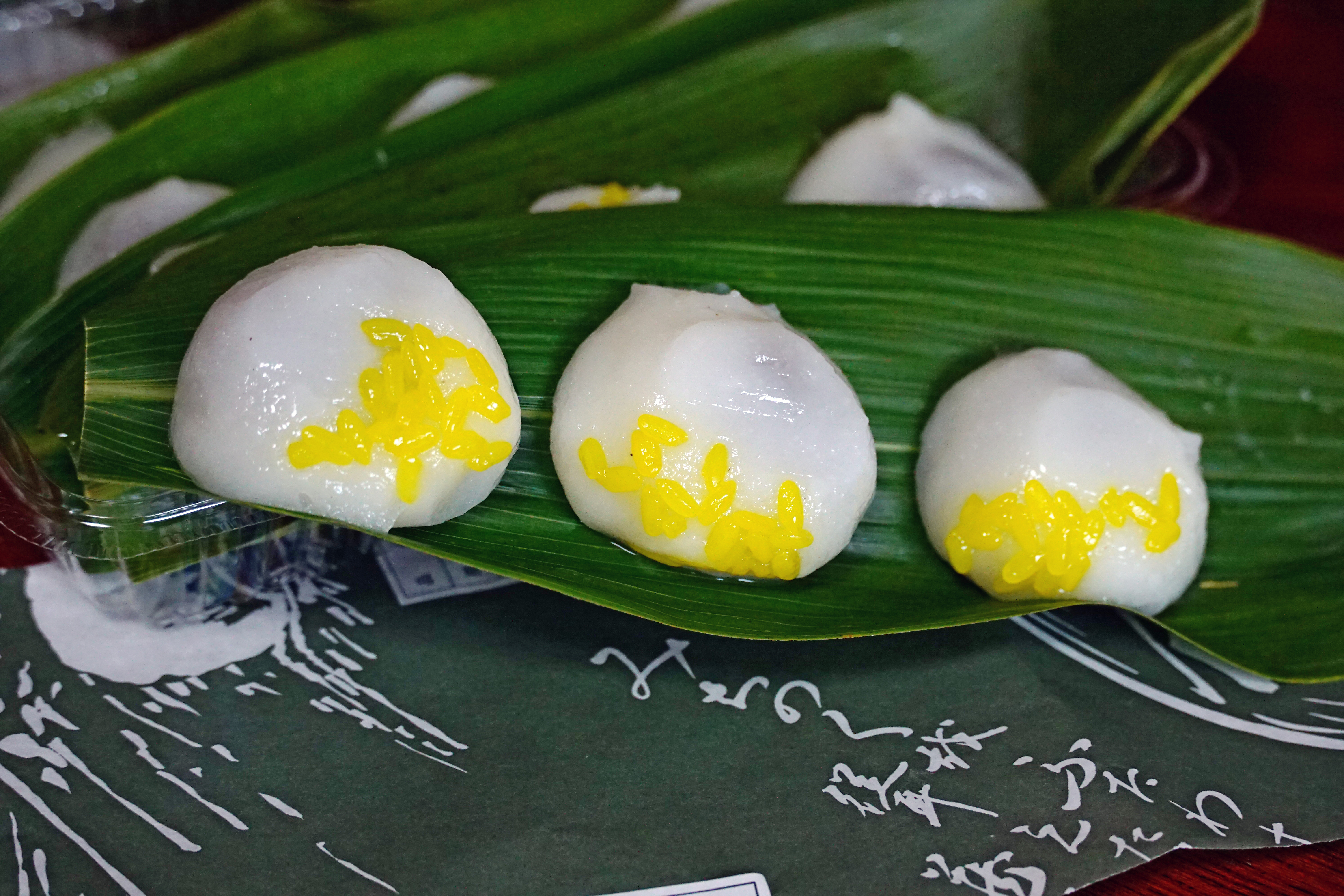
稲花餅

蔵王温泉の名物の一つとして、酒粕や鷹の爪が入った里芋の豚汁であるからから汁がある。地元で飲食店を営んでいた西村重太郎の協力を得て開発されたもので、当初の名称は蔵王権現からから汁であった。スキーで山形に滞在中だった岡本太郎も命名に協力している。
稲花餅（いがもち）
こしあんを餅で包んだ菓子。

## アクセス
- 自動車
  - 東北中央自動車道・山形上山ICから山形県道21号蔵王公園線。
  - 山形自動車道・山形蔵王ICから国道286号および山形県道53号山形永野線。
- バス
  - JR東日本山形駅より山交バス蔵王温泉行に乗車、蔵王温泉バスターミナル下車
  - （冬季限定）仙台駅東口バスターミナルより山交バス仙台 - 山形蔵王線に乗車